# Bertincourt Chateau British Cemetery
Bertincourt Chateau British Cemetery is een Britse militaire begraafplaats met gesneuvelden uit de Eerste Wereldoorlog, gelegen in het Franse dorp Bertincourt (Pas-de-Calais). De begraafplaats ligt aan de Rue des Anglais op 440 m ten noordoosten van het dorpscentrum (Église Notre-Dame). Ze is vanaf de straat bereikbaar via een zevental traptreden en een pad van 27 m. Het terrein heeft een nagenoeg vierkant grondplan met een oppervlakte van 278 m². Ze wordt omsloten door een lage bakstenen muur en een smeedijzeren hekje dient als toegang. Het Cross of Sacrifice staat tegen de noordoostelijke grens. De begraafplaats wordt onderhouden door de Commonwealth War Graves Commission.
Er liggen 45 Britten begraven. 

## Geschiedenis
Bertincourt werd in maart 1917 door de Britten ingenomen maar op 24 maart 1918 ontruimd en opnieuw bezet door het 1st Canterbury Infantry Battalion op 3 september 1918. De 7e King's Own Yorkshire Light Infantry begroef hun doden op deze begraafplaats in maart 1917 en andere eenheden (voornamelijk van de 37e en 42e divisies) in september 1918.

## Onderscheiden militairen
- Samuel Elishe Lockett, korporaal bij het Manchester Regiment werd onderscheiden met de Distinguished Conduct Medal (DCM).
- kanonnier G.L. Ashard (Royal Field Artillery) en soldaat Joseph Maloney (East Lancashire Regiment) ontvingen de Military Medal (MM).